# 岡部崇人
岡部 崇人（おかべ たかと、1995年2月19日 - ）は、ジャパンラグビーリーグワン横浜キヤノンイーグルスに所属するラグビー選手。

## プロフィール
- 奈良県出身[2]。
- ポジションはPR（プロップ）。
- 身長 180 cm、体重 100 kg
- ニックネームはべー。
- U17近畿代表に選ばれたことがある[3]
- 日本代表キャップは8。（2024年11月24日現在）

## 略歴
ラグビーを始めたきっかけは  上宮中学  入学後　先生の誘い。
2013年、上宮高校卒業後、関西学院大学に入る。
2018年、関西学院大学卒業後、キヤノンイーグルス(現・横浜キヤノンイーグルス)に加入。
2020年1月12日にジャパンラグビートップリーグ第1節神戸製鋼コベルコスティーラーズ戦に先発出場で公式戦初出場を果たす。
2024年7月21日に行われたリポビタンDチャレンジカップ2024イタリア
戦にて途中出場で日本代表初キャップ獲得。